# 1er arrondissement de Marseille
Le 1er arrondissement de Marseille est situé dans l'hyper-centre de la ville, à l'est du Vieux-Port, il est traversé d'ouest en est par la Canebière et est divisé en six quartiers officiels : Belsunce, Le Chapitre, Noailles, Opéra, Saint-Charles et Thiers ainsi qu'une partie du quartier de La Plaine. Il fait partie du premier secteur de la ville. 
Il est, en matière de revenu, à la quatorzième place, sur seize, des arrondissements de la ville.    

## Description

1er arrondissement de Marseille.

Le 1er arrondissement recouvre des quartiers de Marseille urbanisé au XVIIe siècle lors de l'agrandissement de la ville. De nombreux bâtiments datent de cette époque, notamment l'église de la Mission de France, l'église Saint-Théodore, la maison du Figaro ou l'hôtel Pesciolini. Le jardin des Vestiges, découvert au XXe siècle, abrite les restes du port antique de Marseille.
L'arrondissement est traversé d'ouest en est par la Canebière, sur laquelle se trouvent notamment le Palais de la Bourse, l'hôtel Louvre et Paix et l'église des Réformés, qui se prolonge par le boulevard de la Libération et, du nord au sud par le cours Belsunce, où se situent l'Alcazar et le cours Saint-Louis.
Le sud-ouest de l'arrondissement occupe ce qui était autrefois l'Arsenal des galères, détruit à la fin du XVIIIe siècle. Après avoir été un canal, l'emplacement est aujourd'hui le cours Honoré-d'Estienne-d'Orves.
Le 1er arrondissement abrite d'importants lieux culturels comme le musée d'Histoire, le théâtre du Gymnase, l'opéra municipal et le palais des Arts. Le quartier de Noailles, surnommé le « ventre de Marseille », est connu pour son important marché.

## Démographie
En 2012, le 1er arrondissement comptait 38 972 habitants. C'est un arrondissement relativement populaire : en 2012, le revenu médian par Unité de Consommation (UC) y était de 13 457 euros, (contre 17 548 euros à l'échelle de la ville), et la part de ménages fiscaux imposables y était de 45,1 % (contre 57,9 % pour la ville). En 2012, le taux de chômage au sens de l'INSEE y était 27,5 %.

En 2022, l'arrondissement comptait 38 482 habitants.
| 1968   | 1975   | 1982   | 1990   | 1999   | 2006   | 2011   | 2016   | 2021   |
| ------ | ------ | ------ | ------ | ------ | ------ | ------ | ------ | ------ |
| 51 419 | 46 247 | 44 673 | 35 524 | 37 750 | 41 027 | 38 356 | 40 202 | 39 436 |

| 2022   | - | - | - | - | - | - | - | - |
| ------ | - | - | - | - | - | - | - | - |
| 38 482 | - | - | - | - | - | - | - | - |

## Économie
En 2010, le revenu fiscal médian par ménage était de 16 330 €, ce qui plaçait le 1er arrondissement au 14e rang parmi les 16 arrondissements de Marseille.

## Résultats électoraux
| Scrutin             | Scrutin             | 1er tour | 1er tour  | 1er tour | 1er tour | 1er tour | 1er tour | 1er tour | 1er tour | 1er tour | 1er tour | 1er tour | 1er tour | 2d tour            | 2d tour            | 2d tour            | 2d tour            | 2d tour            | 2d tour            |
| Scrutin             | Scrutin             | 1er      | 1er       | %        | 2e       | 2e       | %        | 3e       | 3e       | %        | 4e       | 4e       | %        | 1er                | 1er                | %                  | 2e                 | 2e                 | %                  |
| ------------------- | ------------------- | -------- | --------- | -------- | -------- | -------- | -------- | -------- | -------- | -------- | -------- | -------- | -------- | ------------------ | ------------------ | ------------------ | ------------------ | ------------------ | ------------------ |
| Présidentielle 2017 | Présidentielle 2017 |          | LFI       | 41,33    |          | EM       | 22,41    |          | LR       | 12,30    |          | PS       | 9,92     |                    | EM                 | 84,40              |                    | FN                 | 15,60              |
| Présidentielle 2022 | Présidentielle 2022 |          | LFI       | 56,61    |          | LREM     | 16,79    |          | RN       | 7,16     |          | EELV     | 5,89     |                    | LREM               | 81,47              |                    | RN                 | 18,53              |
| Législatives 2022   | 4e                  |          | LFI-Nupes | 62,57    |          | LREM-Ens | 14,66    |          | RN       | 6,09     |          | REC      | 3,40     |                    | LFI                | 76,05              |                    | LREM               | 23,95              |
| Législatives 2024   | 4e                  |          | LFI-NFP   | 70,87    |          | RN       | 11,60    |          | Ren-Ens  | 11,60    |          | LR       | 1,97     | Pas de second tour | Pas de second tour | Pas de second tour | Pas de second tour | Pas de second tour | Pas de second tour |

## Galerie

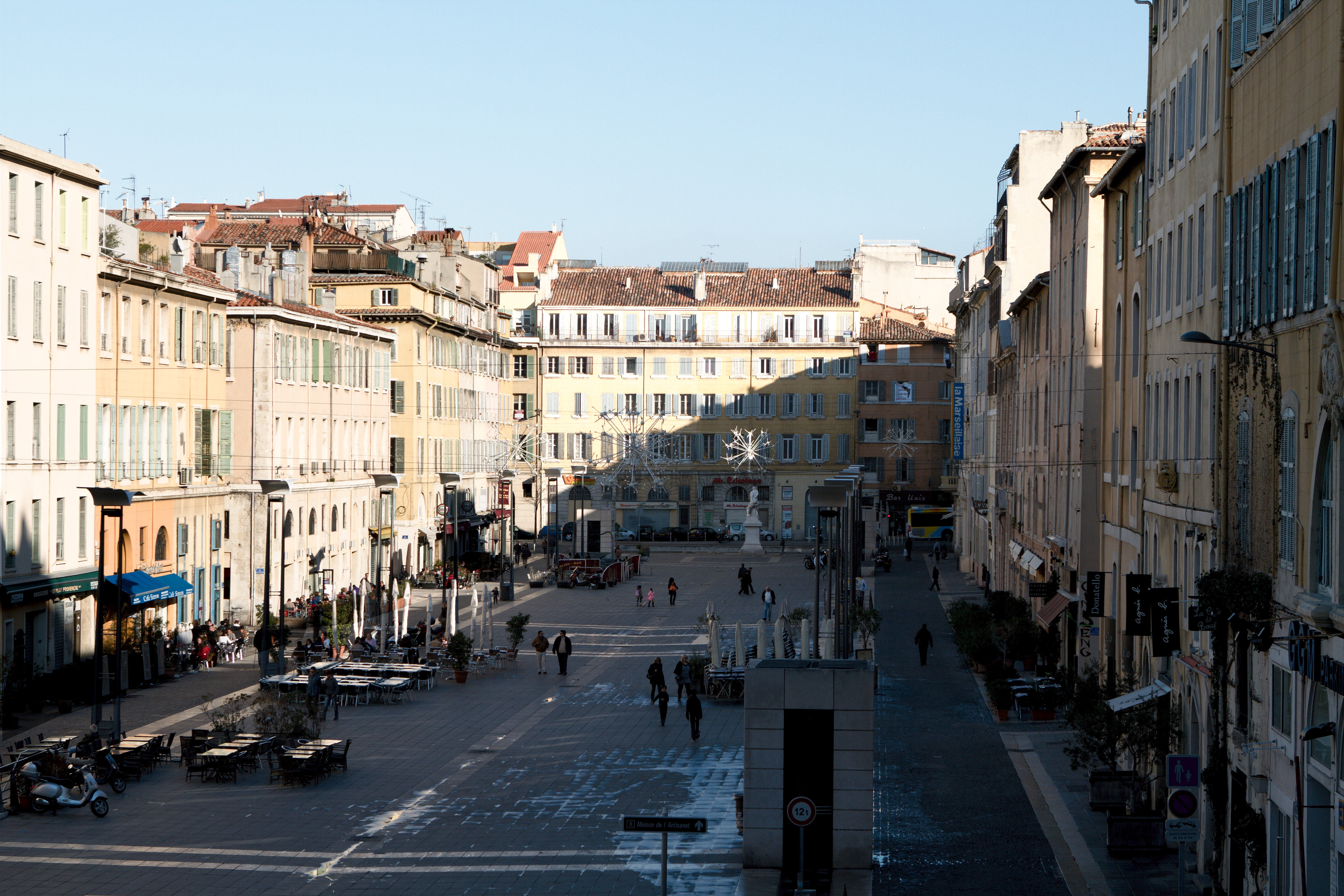
Le cours Honoré-d'Estienne-d'Orves.
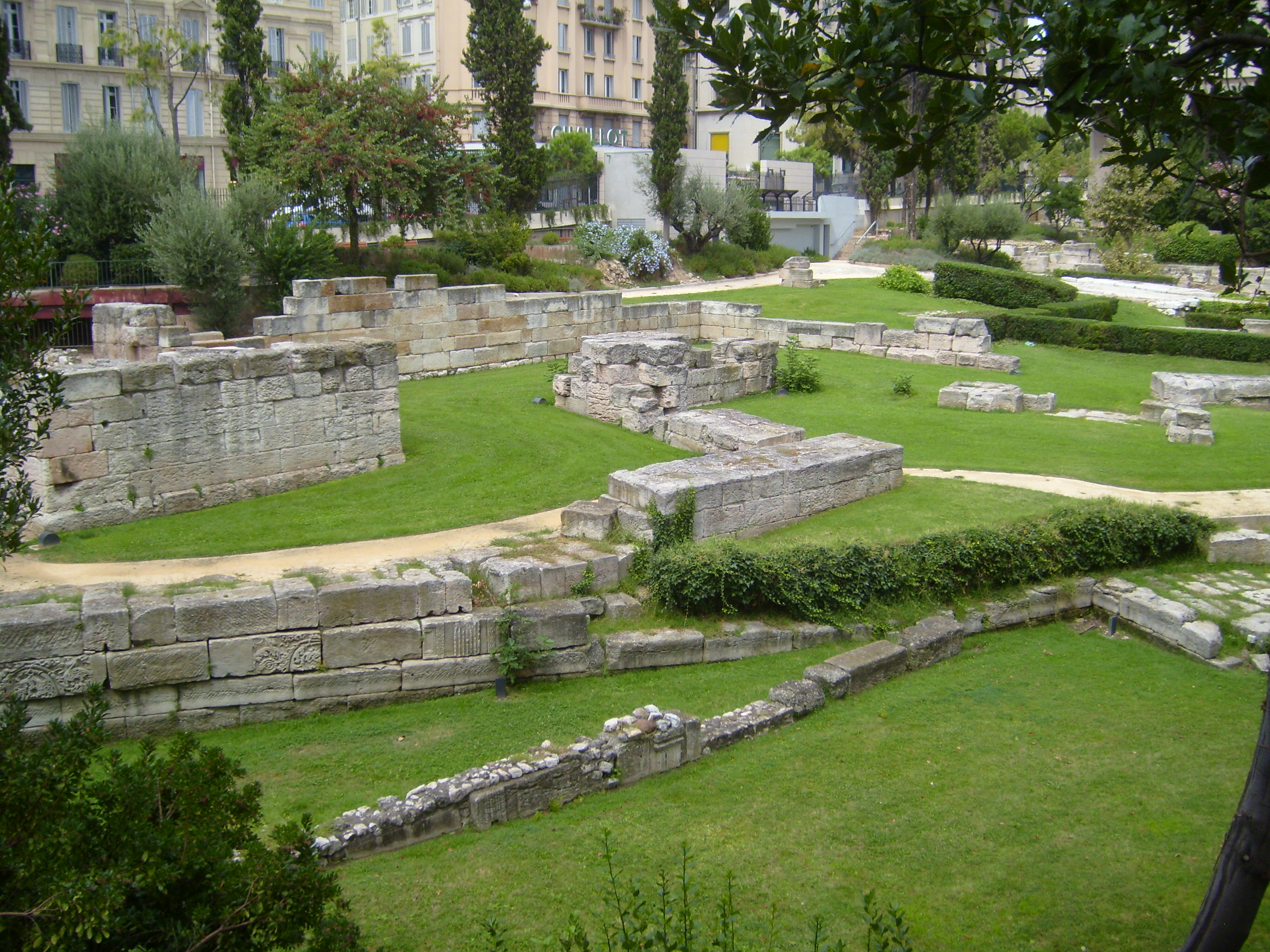
Le jardin des Vestiges.
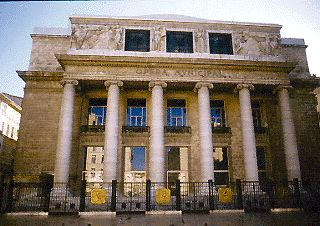
L'opéra municipal.
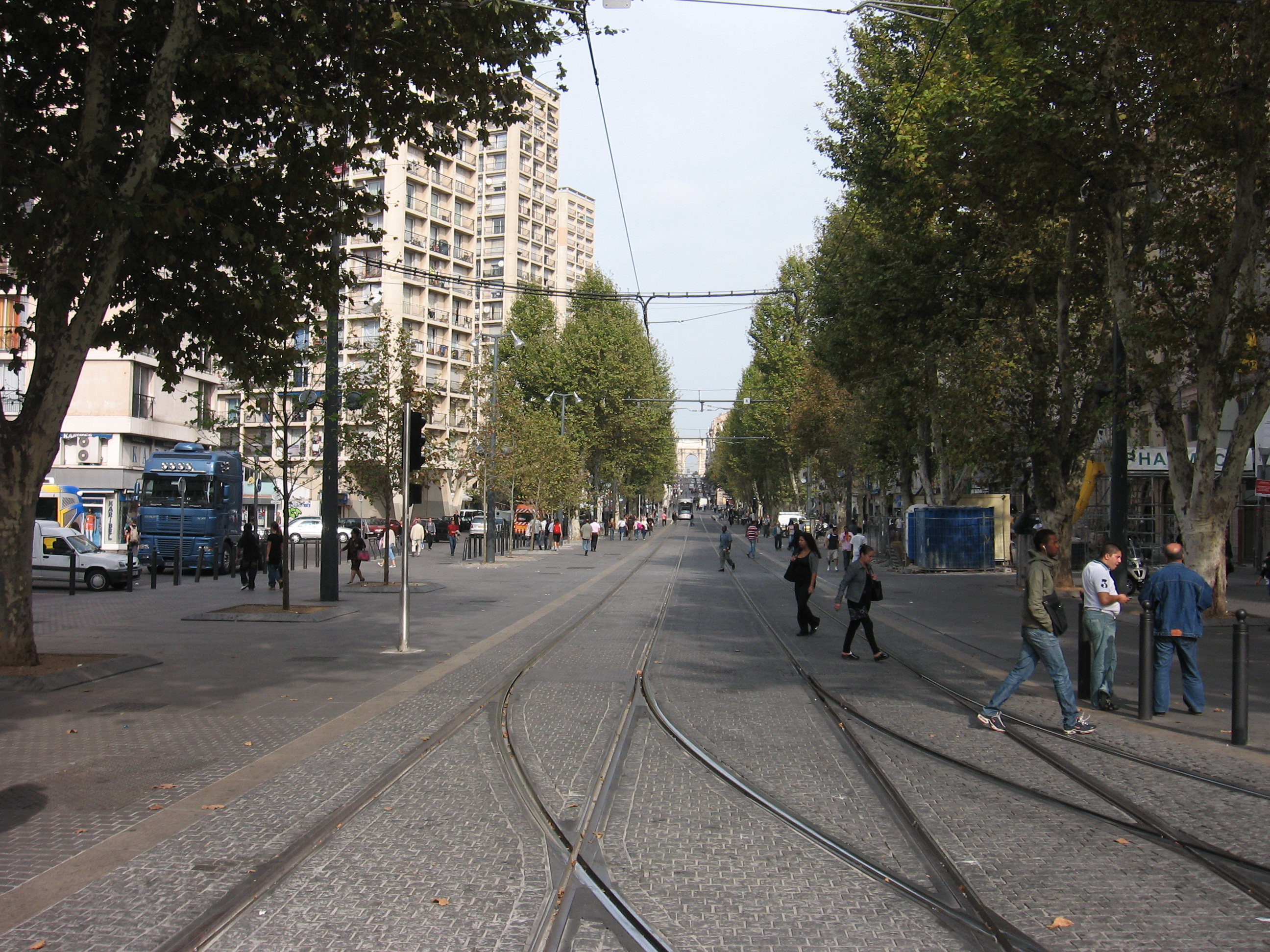
Le cours Belsunce.